# Alicja
Alicja ist ein weiblicher Vorname.

## Herkunft und Bedeutung
Alicja ist die polnische Form von Alice, was wiederum eine Form von Adelheid ist.

## Namensträgerinnen
- Alicja Bachleda-Curuś (* 1983), polnische Schauspielerin und Sängerin
- Ala Boratyn eigentlich Alicja Julia Boratyn (* 1992), polnische Sängerin
- Alicja Gescinska (* 1981), polnisch-belgische Philosophin
- Alicja Grześkowiak (* 1941), polnische Politikerin und Juristin
- Alicja Janosz (* 1985), polnische Popsängerin
- Alicja Kornasiewicz (* 1951), polnische Finanzmanagerin und Politikerin
- Alicja Jadwiga Kotowska (eigentlich Maria Jadwiga Kotowska; 1899–1939), seliggesprochene polnische Ordensschwester
- Alicja Kwade (* 1979), polnische Künstlerin (Video, Bildhauerei, Installationen, Lichtinstallationen)
- Alicja Leszczyńska (* 1988), polnische Volleyballspielerin
- Alicja Danuta Olechowska (geb. Serwacińska; * 1956), polnische Politikerin (Platforma Obywatelska)
- Alicja Patey-Grabowska (* 1937), polnische Lyrikerin, Kinderbuchautorin, Übersetzerin und Literaturkritikerin
- Alicja Rosolska (* 1985), polnische Tennisspielerin
- Alicja Sakaguchi (* 1954), polnische Sprachwissenschaftlerin